# تورج هوشمندزاده

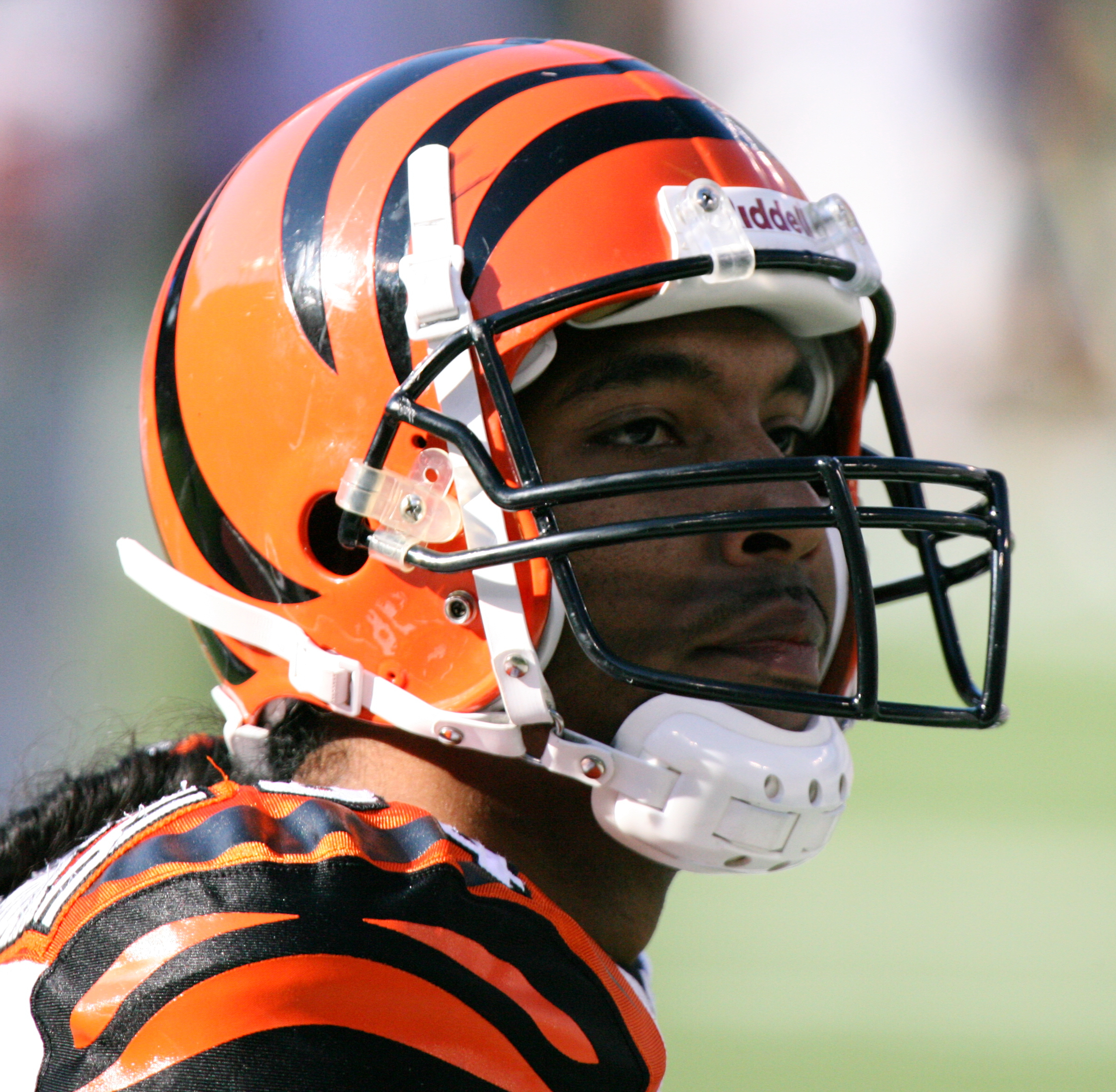
تورج هوشمندزاده در سال ۲۰۰۶

تورج هوشمندزاده (به انگلیسی: Touraj Houshmandzadeh, Jr) مشهور به تی جی (به انگلیسی: TJ) زاده ۱۹۷۷ کالیفرنیا، بازیکن حرفه‌ای سابق لیگ فوتبال آمریکایی ان اف ال آمریکا است.
او تا سال ۲۰۰۸ بازیکن تیم سینسینتی بنگالز بود و در مارس ۲۰۰۹ با مبلغ ۴۰ میلیون دلار به تیم سیتل سیهاوکز انتقال یافت.
او توسط برخی رسانه‌ها، از برترین بازیکنان لیگ در نقش دریافت کننده (به انگلیسی: receiver) لقب گرفته است.
او در دوران دانشگاهی، عضو تیم دانشگاه ایالتی اورگن نیز بود.